# Cantó de Montembuòu
El cantó de Montembuòu és un cantó francès del departament del Charente, situat al districte de Confolent. Té 12 municipis i el cap és Montembuòu.

## Municipis
- Cherves Chastelars
- Lesinhac
- Lo Lindois
- Massinhac
- Maseròlas
- Montembuòu
- Mausom
- Rossinas
- Sent Aitòre
- Sauvanhac
- Vernuelh
- Vitrac

## Història
| Data d'elecció                           | Identitat             | Partit           | Qualitat |
| ---------------------------------------- | --------------------- | ---------------- | -------- |
| 1945-1958                                | M. Besse              | radical          |          |
| 1958-1976                                | M. Colombier          | UDR              |          |
| 1976-2001                                | Claude Marsaud        | PS               |          |
| 2001-2008                                | Jean-Pierre Compain   | RPR, després UMP |          |
| 2008-                                    | Jean-Pierre Montauban | Divers gauche    |          |
| les dades anteriors no són pas conegudes |                       |                  |          |
|                                          |                       |                  |          |